# プラネット賞
プラネット賞（プラネットしょう）は、岩井葉介が立ち上げたラジオリスナーに強烈なインパクトを残した番組をラジオリスナーが顕彰する賞である。

## 概要
ラジオリスナーフェスなどを主催してきた岩井葉介が放送批評懇談会による『ギャラクシー賞』に対抗して、一般ラジオリスナーの有志によって選考される賞として立ち上げられた。
元々は、岩井の『さらば青春の光がTaダ、Baカ、Saワギ』に賞をあげたいという思いから作られた。
太田光（爆笑問題）や向井慧（パンサー）が番組内で紹介したことにより知名度が上がった。
年間賞のアンバサダーを奥森皐月が務めた。

## 選考方法

### 月間賞

#### 1次選考
毎月1日にアップされるプラネット賞推薦フォームに前月の放送内容からプラネット賞に推薦したいラジオ番組をリスナーからから募集する。
推薦番組はラジオ局の放送だけではなく、YouTube、Podcastなど推薦人がラジオ番組だと思えば全て推薦対象となる。

#### 2次選考
1次選考の結果から上位4位までの番組がノミネートされ、10代の高校生から50代までさまざまな年代や職業の匿名ラジオリスナーの選考委員50名によって、各自プラネット賞を選出される。

### 年間賞
前年度の月間賞に選ばれた番組の中から、2次選考委員が各自上位3番組を選び、1位に3ポイント、2位に2ポイント、3位に1ポイントが与えられ、合計ポイントが1番高かった放送に与えられる。

#### 話題賞
前年度の月間賞で2次選考まで進んだ24番組の中から、ラジオリスナーが1番組を投票し、最も得票数が多かった放送に与えられる。

## 受賞

### 2020年

#### 月間賞
| 回 | 月期 | 賞         | 票数 | 番組名                                              | 放送局       | 放送日                          |
| -- | ---- | ---------- | ---- | --------------------------------------------------- | ------------ | ------------------------------- |
| 1  | 6月  | 月間賞     | 25票 | 霜降り明星のオールナイトニッポン0(ZERO)             | ニッポン放送 | 2020年6月20日 （6月19日深夜）   |
| 1  | 6月  | ノミネート | 13票 | さらば青春の光がTaダ、Baカ、Saワギ                  | TBSラジオ    | 2020年6月7日 （6月6日深夜）     |
| 1  | 6月  | ノミネート | 5票  | 菅田将暉のオールナイトニッポン                      | ニッポン放送 | 2020年6月30日 （6月29日深夜）   |
| 1  | 6月  | ノミネート | 4票  | #むかいの喋り方                                     | CBCラジオ    | 2020年6月9日                    |
| 2  | 7月  | 月間賞     | 18票 | 空気階段の踊り場                                    | TBSラジオ    | 2020年7月26日 （7月25日深夜）   |
| 2  | 7月  | ノミネート | 14票 | 有吉弘行のSUNDAY NIGHT DREAMER                      | JFN系列      | 2020年7月12日                   |
| 2  | 7月  | ノミネート | 13票 | ハライチのターン!                                   | TBSラジオ    | 2020年7月31日 （7月30日深夜）   |
| 2  | 7月  | ノミネート | 4票  | ドッキリ!ハッキリ!三代澤康司です                    | ABCラジオ    | 2020年7月9日                    |
| 3  | 8月  | 月間賞     | 23票 | うしろシティ 星のギガボディ                         | TBSラジオ    | 2020年8月6日 （8月5日深夜）     |
| 3  | 8月  | ノミネート | 12票 | 木曜JUNK おぎやはぎのメガネびいき                   | TBSラジオ    | 2020年8月14日 （8月13日深夜）   |
| 3  | 8月  | ノミネート | 12票 | 有吉弘行のSUNDAY NIGHT DREAMER                      | JFN系列      | 2020年8月2日                    |
| 3  | 8月  | ノミネート | 3票  | 水曜JUNK 山里亮太の不毛な議論                       | TBSラジオ    | 2020年8月27日 （8月26日深夜）   |
| 4  | 9月  | 月間賞     | 34票 | 火曜JUNK 爆笑問題カーボーイ                         | TBSラジオ    | 2020年9月9日 （9月8日深夜）     |
| 4  | 9月  | ノミネート | 7票  | フワちゃんのオールナイトニッポン0(ZERO)             | ニッポン放送 | 2020年9月24日 （9月23日深夜）   |
| 4  | 9月  | ノミネート | 4票  | 空気階段の踊り場                                    | TBSラジオ    | 2020年9月27日 （9月26日深夜）   |
| 4  | 9月  | ノミネート | 4票  | マヂカルラブリーのオールナイトニッポン0(ZERO)       | ニッポン放送 | 2020年9月22日 （9月21日深夜）   |
| 5  | 10月 | 月間賞     | 24票 | ナインティナインのオールナイトニッポン              | ニッポン放送 | 2020年10月23日 （10月22日深夜） |
| 5  | 10月 | ノミネート | 9票  | さらば青春の光がTaダ、Baカ、Saワギ                  | TBSラジオ    | 2020年10月18日 （10月17日深夜） |
| 5  | 10月 | ノミネート | 8票  | 霜降り明星のオールナイトニッポン0(ZERO)             | ニッポン放送 | 2020年10月24日 （10月23日深夜） |
| 5  | 10月 | ノミネート | 7票  | 水曜JUNK 山里亮太の不毛な議論                       | TBSラジオ    | 2020年10月22日 （10月21日深夜） |
| 6  | 11月 | 月間賞     | 18票 | 火曜JUNK 爆笑問題カーボーイ                         | TBSラジオ    | 2020年11月18日 （11月17日深夜） |
| 6  | 11月 | ノミネート | 15票 | 霜降り明星のオールナイトニッポン0(ZERO)             | ニッポン放送 | 2020年11月14日 （11月13日深夜） |
| 6  | 11月 | ノミネート | 11票 | 空気階段の踊り場                                    | TBSラジオ    | 2020年11月8日 （11月7日深夜）   |
| 6  | 11月 | ノミネート | 4票  | ファーストサマーウイカのオールナイトニッポン0(ZERO) | ニッポン放送 | 2020年11月10日 （11月9日深夜）  |
| 7  | 12月 | 月間賞     | 17票 | 空気階段の踊り場                                    | TBSラジオ    | 2020年12月20日 （12月19日深夜） |
| 7  | 12月 | ノミネート | 15票 | さらば青春の光がTaダ、Baカ、Saワギ                  | TBSラジオ    | 2020年12月20日 （12月19日深夜） |
| 7  | 12月 | ノミネート | 12票 | ハライチのタァァァン!!                              | TBSラジオ    | 2020年12月31日                  |
| 7  | 12月 | ノミネート | 4票  | オードリーのオールナイトニッポン                    | ニッポン放送 | 2020年12月20日 （12月19日深夜） |

#### 年間賞
| 賞     | 票数・得票率 | 番組名                                  | 放送局       | 放送日                        |
| ------ | ------------ | --------------------------------------- | ------------ | ----------------------------- |
| 年間賞 | 86票         | 火曜JUNK 爆笑問題カーボーイ             | TBSラジオ    | 2020年9月9日 （9月8日深夜）   |
| 話題賞 | 25.7%        | 霜降り明星のオールナイトニッポン0(ZERO) | ニッポン放送 | 2020年6月20日 （6月19日深夜） |

### 2021年
| 回 | 月期 | 賞         | 票数 | 番組名                                                   | 放送局       | 放送日                          |
| -- | ---- | ---------- | ---- | -------------------------------------------------------- | ------------ | ------------------------------- |
| 8  | 1月  | 月間賞     | 15票 | さらば青春の光がTaダ、Baカ、Saワギ                       | TBSラジオ    | 2021年1月31日 （1月30日深夜）   |
| 8  | 1月  | ノミネート | 14票 | はんにゃ 金田哲と四千頭身 都築拓紀のオールナイトニッポン | ニッポン放送 | 2021年1月9日 （1月8日深夜）     |
| 8  | 1月  | ノミネート | 13票 | マヂカルラブリーのオールナイトニッポン                   | ニッポン放送 | 2021年1月5日 （1月4日深夜）     |
| 8  | 1月  | ノミネート | 7票  | 卒業アルバムに1人はいそうな人を探すラジオ                | 文化放送     | 2021年1月6日                    |
| 9  | 2月  | 月間賞     | 19票 | ハライチのターン!                                        | TBSラジオ    | 2021年2月19日 （2月18日深夜）   |
| 9  | 2月  | ノミネート | 17票 | 火曜JUNK 爆笑問題カーボーイ                              | TBSラジオ    | 2021年2月10日 （2月9日深夜）    |
| 9  | 2月  | ノミネート | 9票  | ニューヨークのニューラジオ                               | YouTube      | 2021年2月28日                   |
| 9  | 2月  | ノミネート | 4票  | ナインティナインのオールナイトニッポン                   | ニッポン放送 | 2021年2月19日 （2月18日深夜）   |
| 10 | 3月  | 月間賞     | 22票 | うしろシティ 星のギガボディ                              | TBSラジオ    | 2021年3月25日 （3月24日深夜）   |
| 10 | 3月  | ノミネート | 15票 | JUNKサタデー エレ片のコント太郎                          | TBSラジオ    | 2021年3月28日 （3月27日深夜）   |
| 10 | 3月  | ノミネート | 9票  | 水曜JUNK 山里亮太の不毛な議論                            | TBSラジオ    | 2021年3月4日 （3月3日深夜）     |
| 10 | 3月  | ノミネート | 3票  | 金曜JUNK バナナマンのバナナムーンGOLD                    | TBSラジオ    | 2021年3月13日 （3月12日深夜）   |
| 11 | 4月  | 月間賞     | 23票 | 有吉弘行のSUNDAY NIGHT DREAMER                           | JFN系列      | 2021年4月25日                   |
| 11 | 4月  | ノミネート | 12票 | マヂカルラブリーのオールナイトニッポン0(ZERO)            | ニッポン放送 | 2021年4月23日 （4月22日深夜）   |
| 11 | 4月  | ノミネート | 7票  | ナインティナインのオールナイトニッポン                   | ニッポン放送 | 2021年4月23日 （4月22日深夜）   |
| 11 | 4月  | ノミネート | 7票  | さらば青春の光がTaダ、Baカ、Saワギ                       | TBSラジオ    | 2021年4月4日 （4月3日深夜）     |
| 12 | 5月  | 月間賞     | 24票 | Creepy Nutsのオールナイトニッポン0(ZERO)                 | ニッポン放送 | 2021年5月12日 （5月11日深夜）   |
| 12 | 5月  | ノミネート | 14票 | 星野源のオールナイトニッポン                             | ニッポン放送 | 2021年5月26日 （5月25日深夜）   |
| 12 | 5月  | ノミネート | 8票  | トッキーとヒトトキ                                       | TBSラジオ    | 2021年5月29日                   |
| 12 | 5月  | ノミネート | 8票  | 金曜JUNK バナナマンのバナナムーンGOLD                    | TBSラジオ    | 2021年5月15日 （5月14日深夜）   |
| 13 | 6月  | 月間賞     | 18票 | 月曜JUNK 伊集院光 深夜の馬鹿力                           | TBSラジオ    | 2021年6月15日 （6月14日深夜）   |
| 13 | 6月  | ノミネート | 17票 | マヂカルラブリーのオールナイトニッポン0(ZERO)            | ニッポン放送 | 2021年6月18日 （1月17日深夜）   |
| 13 | 6月  | ノミネート | 9票  | 三四郎のオールナイトニッポン0(ZERO)                      | ニッポン放送 | 2021年6月12日 （6月11日深夜）   |
| 13 | 6月  | ノミネート | 5票  | It's SHOWTIME!                                           | ラジオ大阪   | 2021年6月4日 （6月3日深夜）     |
| 14 | 7月  | 月間賞     | 15票 | 火曜JUNK 爆笑問題カーボーイ                              | TBSラジオ    | 2021年7月21日 （7月20日深夜）   |
| 14 | 7月  | ノミネート | 12票 | 霜降り明星のオールナイトニッポン0                        | ニッポン放送 | 2021年7月31日 （7月30日深夜）   |
| 14 | 7月  | ノミネート | 11票 | ハライチのターン!                                        | TBSラジオ    | 2021年7月30日 （7月29日深夜）   |
| 14 | 7月  | ノミネート | 10票 | 金曜JUNK バナナマンのバナナムーンGOLD                    | TBSラジオ    | 2021年7月31日 （7月30日深夜）   |
| 15 | 8月  | 月間賞     | 21票 | Creepy Nutsのオールナイトニッポン0(ZERO)                 | ニッポン放送 | 2021年9月1日 （8月31日深夜）    |
| 15 | 8月  | ノミネート | 14票 | 空気階段の踊り場                                         | TBSラジオ    | 2021年8月31日 （8月30日深夜）   |
| 15 | 8月  | ノミネート | 9票  | 三四郎のオールナイトニッポン0(ZERO)                      | ニッポン放送 | 2021年8月28日 （8月27日深夜）   |
| 15 | 8月  | ノミネート | 5票  | ティモンディの大決起集会                                 | エフエム愛媛 | 2021年8月16日 （8月15日深夜）   |
| 16 | 9月  | 月間賞     | 20票 | 星野源のオールナイトニッポン                             | ニッポン放送 | 2021年9月8日 （9月7日深夜）     |
| 16 | 9月  | ノミネート | 14票 | ハライチのターン!                                        | TBSラジオ    | 2021年9月10日 （9月9日深夜）    |
| 16 | 9月  | ノミネート | 9票  | アルコ&ピース D.C.GARAGE                                 | TBSラジオ    | 2021年9月8日 （9月7日深夜）     |
| 16 | 9月  | ノミネート | 5票  | 24時のハコ （滝音のハコ）                                | TBSラジオ    | 2021年9月30日 （9月29日深夜）   |
| 17 | 10月 | 月間賞     | 30票 | 空気階段の踊り場                                         | TBSラジオ    | 2021年10月5日 （10月4日深夜）   |
| 17 | 10月 | ノミネート | 12票 | 三四郎のオールナイトニッポン0(ZERO)                      | ニッポン放送 | 2021年10月23日 （10月22日深夜） |
| 17 | 10月 | ノミネート | 5票  | 霜降り明星のオールナイトニッポン0                        | ニッポン放送 | 2021年10月23日 （10月22日深夜） |
| 17 | 10月 | ノミネート | 2票  | #むかいの喋り方                                          | CBCラジオ    | 2021年10月12日                  |
| 18 | 11月 | 月間賞     | 28票 | まだ帰りたくない大人たちへ チョコレートナナナナイト!     | SBSラジオ    | 2021年11月2日                   |
| 18 | 11月 | ノミネート | 10票 | 月曜JUNK 伊集院光 深夜の馬鹿力                           | TBSラジオ    | 2021年11月23日 （11月22日深夜） |
| 18 | 11月 | ノミネート | 6票  | Creepy Nutsのオールナイトニッポン0(ZERO)                 | ニッポン放送 | 2021年11月24日 （11月23日深夜） |
| 18 | 11月 | ノミネート | 4票  | 金属バットのMusic Sound                                  | GERA放送局   | 2021年11月24日                  |
| 19 | 12月 | 月間賞     | 27票 | ハライチのターン!                                        | TBSラジオ    | 2021年12月23日 （12月22日深夜） |
| 19 | 12月 | ノミネート | 10票 | ハライチのカウントダｰン!                                 | TBSラジオ    | 2021年12月31日                  |
| 19 | 12月 | ノミネート | 8票  | マヂカルラブリーのオールナイトニッポン0(ZERO)            | ニッポン放送 | 2021年12月17日 （12月16日深夜） |
| 19 | 12月 | ノミネート | 5票  | #むかいの喋り方                                          | CBCラジオ    | 2021年12月7日                   |

#### 年間賞
| 賞     | 票数・得票率 | 番組名            | 放送局    | 放送日                          |
| ------ | ------------ | ----------------- | --------- | ------------------------------- |
| 年間賞 | 51票         | 空気階段の踊り場  | TBSラジオ | 2021年10月5日 （10月4日深夜）   |
| 話題賞 | 18.9%        | ハライチのターン! | TBSラジオ | 2021年12月24日 （12月23日深夜） |

### 2022年
| 回 | 月期 | 賞         | 票数 | 番組名                                          | 放送局            | 放送日                          |
| -- | ---- | ---------- | ---- | ----------------------------------------------- | ----------------- | ------------------------------- |
| 20 | 1月  | 月間賞     | 19票 | #むかいの喋り方                                 | CBCラジオ         | 2022年1月25日                   |
| 20 | 1月  | ノミネート | 14票 | アンガールズのオールナイトニッポン              | ニッポン放送      | 2022年1月21日 （1月22日深夜）   |
| 20 | 1月  | ノミネート | 11票 | フワちゃんのオールナイトニッポンX               | ニッポン放送      | 2022年1月26日 （1月25日深夜）   |
| 20 | 1月  | ノミネート | 6票  | 三四郎のオールナイトニッポン0(ZERO)             | ニッポン放送      | 2022年1月28日 （1月27日深夜）   |
| 21 | 2月  | 月間賞     | 20票 | 三四郎のオールナイトニッポン0(ZERO)             | ニッポン放送      | 2022年2月26日 （2月25日深夜）   |
| 21 | 2月  | ノミネート | 11票 | ランジャタイのオールナイトニッポン0(ZERO)       | ニッポン放送      | 2022年2月11日 （2月12日深夜）   |
| 21 | 2月  | ノミネート | 9票  | 火曜JUNK 爆笑問題カーボーイ                     | TBSラジオ         | 2022年2月22日 （2月21日深夜）   |
| 21 | 2月  | ノミネート | 9票  | かまいたちのヘイ!タクシー!                      | TBSラジオ         | 2022年2月28日                   |
| 22 | 3月  | 月間賞     | 23票 | 伊集院光とらじおと                              | TBSラジオ         | 2022年3月24日                   |
| 22 | 3月  | ノミネート | 12票 | Creepy Nutsのオールナイトニッポン0(ZERO)        | ニッポン放送      | 2022年3月28日 （3月29日深夜）   |
| 22 | 3月  | ノミネート | 9票  | 月曜JUNK 伊集院光 深夜の馬鹿力                  | TBSラジオ         | 2022年3月15日 （3月16日深夜）   |
| 22 | 3月  | ノミネート | 5票  | ぺこぱのオールナイトニッポンX                   | ニッポン放送      | 2022年3月4日 （3月3日深夜）     |
| 23 | 4月  | 月間賞     | 25票 | 佐久間宣行のオールナイトニッポン0(ZERO)         | ニッポン放送      | 2022年4月7日 （4月6日深夜）     |
| 23 | 4月  | ノミネート | 16票 | 菅田将暉のオールナイトニッポン                  | ニッポン放送      | 2022年4月3日 （4月2日深夜）     |
| 23 | 4月  | ノミネート | 4票  | オードリーのオールナイトニッポン                | ニッポン放送      | 2022年4月24日 （4月23日深夜）   |
| 23 | 4月  | ノミネート | 3票  | 三四郎のオールナイトニッポン0(ZERO)             | ニッポン放送      | 2022年4月23日 （4月22日深夜）   |
| 24 | 5月  | 月間賞     | 15票 | アルコ&ピース D.C.GARAGE                        | TBSラジオ         | 2022年6月1日 （5月31日深夜）    |
| 24 | 5月  | ノミネート | 13票 | 三四郎のオールナイトニッポン0(ZERO)             | ニッポン放送      | 2022年5月21日 （5月20日深夜）   |
| 24 | 5月  | ノミネート | 11票 | 空気階段の踊り場                                | TBSラジオ         | 2022年5月24日 （5月23日深夜）   |
| 24 | 5月  | ノミネート | 10票 | 金曜JUNK バナナマンのバナナムーンGOLD           | TBSラジオ         | 2022年5月14日 （5月13日深夜）   |
| 25 | 6月  | 月間賞     | 17票 | #むかいの喋り方                                 | CBCラジオ         | 2022年6月14日                   |
| 25 | 6月  | ノミネート | 14票 | ほら!ここがオズワルドさんち!                    | TBSラジオ         | 2022年6月30日 （6月29日深夜）   |
| 25 | 6月  | ノミネート | 9票  | ロングコートダディのオールナイトニッポン0(ZERO) | ニッポン放送      | 2022年6月26日 （6月25日深夜）   |
| 25 | 6月  | ノミネート | 8票  | 三四郎のオールナイトニッポン0(ZERO)             | ニッポン放送      | 2022年6月18日 （6月17日深夜）   |
| 26 | 7月  | 月間賞     | 22票 | パンサー向井の＃ふらっと                        | TBSラジオ         | 2022年7月12日                   |
| 26 | 7月  | ノミネート | 15票 | さらば青春の光がTaダ、Baカ、Saワギ              | TBSラジオ         | 2022年7月17日 （7月16日深夜）   |
| 26 | 7月  | ノミネート | 8票  | ぺこぱのオールナイトニッポン0(ZERO)             | ニッポン放送      | 2022年7月13日 （7月12日深夜）   |
| 26 | 7月  | ノミネート | 4票  | #むかいの喋り方                                 | CBCラジオ         | 2022年7月12日                   |
| 27 | 8月  | 月間賞     | 19票 | ジェラードンのオールナイトニッポンX             | ニッポン放送      | 2022年8月9日 （8月8日深夜）     |
| 27 | 8月  | ノミネート | 16票 | フワちゃんのオールナイトニッポン0               | ニッポン放送      | 2022年8月30日 （8月29日深夜）   |
| 27 | 8月  | ノミネート | 13票 | 鬼越トマホークのオールナイトニッポン0(ZERO)     | ニッポン放送      | 2022年8月14日 （8月13日深夜）   |
| 27 | 8月  | ノミネート | 1票  | #むかいの喋り方                                 | CBCラジオ         | 2022年8月31日 （8月30日深夜）   |
| 28 | 9月  | 月間賞     | 20票 | 三四郎のオールナイトニッポン0(ZERO)             | ニッポン放送      | 2022年9月3日 （9月2日深夜）     |
| 28 | 9月  | ノミネート | 18票 | 霜降り明星のオールナイトニッポン                | ニッポン放送      | 2022年9月24日 （9月23日深夜）   |
| 28 | 9月  | ノミネート | 10票 | GROOVE LINE                                     | J-WAVE            | 2022年9月29日                   |
| 28 | 9月  | ノミネート | 1票  | 四千頭身都築拓紀のサクラバシ919                 | ラジオ大阪        | 2022年9月15日                   |
| 29 | 10月 | 月間賞     | 18票 | ぺこぱのオールナイトニッポン0(ZERO)             | ニッポン放送      | 2022年10月12日 （10月11日深夜） |
| 29 | 10月 | ノミネート | 17票 | 佐久間宣行のオールナイトニッポン0(ZERO)         | ニッポン放送      | 2022年10月20日 （10月19日深夜） |
| 29 | 10月 | ノミネート | 9票  | ハライチのターン!(アフタートーク)               | TBSラジオクラウド | 2022年10月21日 （10月20日深夜） |
| 29 | 10月 | ノミネート | 6票  | サスペンダーズのモープッシュ!!                  | SBSラジオ         | 2022年10月10日 （10月9日深夜）  |
| 30 | 11月 | 月間賞     | 21票 | ダイアンのTOKYO STYLE                           | TBSラジオ         | 2022年11月26日                  |
| 30 | 11月 | ノミネート | 12票 | 佐久間宣行のオールナイトニッポン0(ZERO)         | ニッポン放送      | 2022年11月10日 （11月9日深夜）  |
| 30 | 11月 | ノミネート | 8票  | フワちゃんのオールナイトニッポン0(ZERO)         | ニッポン放送      | 2022年11月8日 （11月7日深夜）   |
| 30 | 11月 | ノミネート | 7票  | ナインティナインのオールナイトニッポン          | ニッポン放送      | 2022年11月11日 （11月10日深夜） |
| 31 | 12月 | 月間賞     | 24票 | 火曜JUNK 爆笑問題カーボーイ                     | TBSラジオ         | 2022年12月23日 （12月22日深夜） |
| 31 | 12月 | ノミネート | 11票 | ナインティナインのオールナイトニッポン          | ニッポン放送      | 2022年12月23日 （12月22日深夜） |
| 31 | 12月 | ノミネート | 9票  | Creepy Nutsのオールナイトニッポン               | ニッポン放送      | 2022年12月27日 （12月26日深夜） |
| 31 | 12月 | ノミネート | 6票  | 三四郎のオールナイトニッポン0(ZERO)             | ニッポン放送      | 2022年12月24日 （12月23日深夜） |

#### 年間賞
| 賞     | 票数・得票率 | 番組名                                  | 放送局       | 放送日                          |
| ------ | ------------ | --------------------------------------- | ------------ | ------------------------------- |
| 年間賞 | 68P          | 佐久間宣行のオールナイトニッポン0(ZERO) | ニッポン放送 | 2022年4月7日 （4月6日深夜）     |
| 話題賞 |              | ぺこぱのオールナイトニッポン0(ZERO)     | ニッポン放送 | 2022年10月12日 （10月11日深夜） |

### 2023年
| 回 | 月期 | 賞         | 票数 | 番組名                                               | 放送局                       | 放送日                        |
| -- | ---- | ---------- | ---- | ---------------------------------------------------- | ---------------------------- | ----------------------------- |
| 32 | 1月  | 月間賞     | 18   | 空気階段の踊り場                                     | TBSラジオ                    | 2023年1月24日 （1月23日深夜） |
| 32 | 1月  | ノミネート | 15   | オールナイトニッポンPODCAST アンガールズのジャンピン | ニッポン放送 PODCAST STATION | 2023年1月26日                 |
| 32 | 1月  | ノミネート | 9    | ハライチのターン!                                    | TBSラジオ                    | 2023年1月27日 （1月26日深夜） |
| 32 | 1月  | ノミネート | 8    | 星野源のオールナイトニッポン                         | ニッポン放送                 | 2023年1月18日 （1月17日深夜） |

## 各種記録

### ノミネート回数

#### 番組
| 順位 | ノミネート回数 | 番組名                                        | 放送局       |
| ---- | -------------- | --------------------------------------------- | ------------ |
| 1    | 10回           | 三四郎のオールナイトニッポン0(ZERO)           | ニッポン放送 |
| 2    | 9回            | ハライチのターン                              | TBSラジオ    |
| 3    | 8回            | 空気階段の踊り場                              | TBSラジオ    |
| 4    | 7回            | #むかいの喋り方                               | CBCラジオ    |
| 5    | 6回            | 霜降り明星のオールナイトニッポン              | ニッポン放送 |
| 5    | 6回            | さらば青春の光がTaダ、Baカ、Saワギ            | TBSラジオ    |
| 5    | 6回            | 火曜JUNK 爆笑問題カーボーイ                   | TBSラジオ    |
| 8    | 5回            | ナインティナインのオールナイトニッポン        | ニッポン放送 |
| 8    | 5回            | Creepy Nutsのオールナイトニッポン             | ニッポン放送 |
| 8    | 5回            | マヂカルラブリーのオールナイトニッポン0(ZERO) | ニッポン放送 |

#### 放送局
| 順位 | ノミネート回数 | 放送局名                     | 主なノミネート番組                                                                          |
| ---- | -------------- | ---------------------------- | ------------------------------------------------------------------------------------------- |
| 1    | 55回           | ニッポン放送                 | [ 注 4 ]                                                                                    |
| 2    | 51回           | TBSラジオ                    | [ 注 5 ]                                                                                    |
| 3    | 7回            | CBCラジオ                    | 『#むかいの喋り方』                                                                         |
| 4    | 3回            | JFN系列                      | 『有吉弘行のSUNDAY NIGHT DREAMER』                                                          |
| 5    | 2回            | ラジオ大阪                   | 『It's SHOWTIME!』 『四千頭身都築拓紀のサクラバシ919』                                      |
| 5    | 2回            | SBSラジオ                    | 『まだ帰りたくない大人たちへ チョコレートナナナナイト!』 『サスペンダーズのモープッシュ!!』 |
| 7    | 1回            | ABCラジオ                    | 『ドッキリ!ハッキリ!三代澤康司です』                                                        |
| 7    | 1回            | 文化放送                     | 『卒業アルバムに1人はいそうな人を探すラジオ』                                               |
| 7    | 1回            | YouTube                      | 『ニューヨークのニューラジオ』                                                              |
| 7    | 1回            | エフエム愛媛                 | 『ティモンディの大決起集会』                                                                |
| 7    | 1回            | GERA放送局                   | 『金属バットのMusic Sound』                                                                 |
| 7    | 1回            | J-WAVE                       | 『GROOVE LINE』                                                                             |
| 7    | 1回            | TBSラジオクラウド            | 『ハライチのターン!（アフタートーク）』                                                     |
| 7    | 1回            | ニッポン放送 PODCAST STATION | 『オールナイトニッポンPODCAST アンガールズのジャンピン』                                    |

### 受賞回数

#### 番組
| 順位 | 受賞回数 | 番組名                                               | 放送局       |
| ---- | -------- | ---------------------------------------------------- | ------------ |
| 1    | 4回      | 火曜JUNK 爆笑問題カーボーイ                          | TBSラジオ    |
| 2    | 3回      | 空気階段の踊り場                                     | TBSラジオ    |
| 3    | 2回      | うしろシティ 星のギガボディ                          | TBSラジオ    |
| 3    | 2回      | Creepy Nutsのオールナイトニッポン0(ZERO)             | ニッポン放送 |
| 3    | 2回      | ハライチのターン!                                    | TBSラジオ    |
| 3    | 2回      | #むかいの喋り方                                      | CBCラジオ    |
| 3    | 2回      | 三四郎のオールナイトニッポン0(ZERO)                  | ニッポン放送 |
| 8    | 1回      | 霜降り明星のオールナイトニッポン0(ZERO)              | ニッポン放送 |
| 8    | 1回      | ナインティナインのオールナイトニッポン               | ニッポン放送 |
| 8    | 1回      | さらば青春の光がTaダ、Baカ、Saワギ                   | TBSラジオ    |
| 8    | 1回      | 有吉弘行のSUNDAY NIGHT DREAMER                       | JFN系列      |
| 8    | 1回      | 月曜JUNK 伊集院光 深夜の馬鹿力                       | TBSラジオ    |
| 8    | 1回      | 星野源のオールナイトニッポン                         | ニッポン放送 |
| 8    | 1回      | まだ帰りたくない大人たちへ チョコレートナナナナイト! | SBSラジオ    |
| 8    | 1回      | 伊集院光とらじおと                                   | TBSラジオ    |
| 8    | 1回      | 佐久間宣行のオールナイトニッポン0(ZERO)              | ニッポン放送 |
| 8    | 1回      | アルコ&ピース D.C.GARAGE                             | TBSラジオ    |
| 8    | 1回      | パンサー向井の＃ふらっと                             | TBSラジオ    |
| 8    | 1回      | ジェラードンのオールナイトニッポンX                  | ニッポン放送 |
| 8    | 1回      | ぺこぱのオールナイトニッポン0(ZERO)                  | ニッポン放送 |
| 8    | 1回      | ダイアンのTOKYO STYLE                                | TBSラジオ    |

#### 放送局
| 順位 | 受賞回数 | 放送局名     | 主な受賞番組                                             |
| ---- | -------- | ------------ | -------------------------------------------------------- |
| 1    | 17回     | TBSラジオ    | [ 注 6 ]                                                 |
| 2    | 10回     | ニッポン放送 | [ 注 7 ]                                                 |
| 3    | 2回      | CBCラジオ    | 『#むかいの喋り方』                                      |
| 4    | 1回      | JFN系列      | 『有吉弘行のSUNDAY NIGHT DREAMER』                       |
| 4    | 1回      | SBSラジオ    | 『まだ帰りたくない大人たちへ チョコレートナナナナイト!』 |
| 4    | 1回      | CBCラジオ    | 『#むかいの喋り方』                                      |